# Hybridoneura
Hybridoneura is een geslacht van vlinders van de familie spanners (Geometridae), uit de onderfamilie Larentiinae.

## Soorten
- H. abnormis Warren, 1898
- H. metachlora Hampson, 1907
- H. truncata Prout, 1958